# Mongol Schuudan (Band)
Mongol Schuudan (mongolisch Монгол Шуудан; zu deutsch Mongolische Post) ist eine 1988 gegründete Rockband aus Moskau, die von Waleri Skoroded geleitet wird.

## Stil
Stilistisch bewegt sich Mongol Schuudan zwischen Hardcore Punk und balladeskem Rock.
Die Musik der Gruppe ist zum großen Teil gegen die Regierung gerichtet und anarchistisch. Mongol Schuudan identifizieren sich mit der Grünen Armee des Russischen Bürgerkrieges; viele ihrer Songs sind modernisierte Fassungen anarchistischer Lieder aus dem Bürgerkrieg.
Die Songs tragen Titel wie Freiheit oder Tod (Свобода или смерть), Und die Kugel weiß genau... (А пуля точно знает…), Anarchistisches Bataillon (Анархический батальон), Tschekist (Чекист), Freiheitslied, (Вольная песня) usw.

## Diskografie
- 1989: Паровоз анархия
- 1991: Гуляй поле
- 1991: Бандитский альбом
- 1992: Черемуха
- 1993: Собачья чушь
- 1994: Гомерический хохот
- 1995: Чересчур
- 1996: Истина
- 1997: ALIVE
- 1999: Абрикосы
- 2001: Дюжинолетие
- 2001: Скатертью дорога
- 2002: Choisis de..
- 2002: Свобода или смерть
- 2003: Жертва
- 2004: Заплати и свободен